# Andoni Lafuente
Andoni Lafuente Olaguibel (Guernica y Luno, Biscaia, 6 de setembro de 1985) é um ciclista espanhol, de rota e de pista.

## Trajetória
Em categorias inferiores conseguiu diversos sucessos no ciclismo de pista. Assim, em 2003 foi campeão da Espanha de Pontuação e medalha de bronze em Perseguição (individual e por equipas), além de participar nos Campeonatos da Europa e do Mundo com a seleção espanhola. Já como sub'23 se proclamou campeão de Euskadi (2005) e da Espanha (Pontuação e Perseguição, 2006); foi assim mesmo incluído na seleção que participou nos Europeus de Atenas de 2006.
Estreiou como profissional no ano 2007 com a equipa Euskaltel-Euskadi. Miguel Madariaga resumiu sua primeira temporada com um "não tem dado pé com bola".
Em 2009 foi segundo na classificação da montanha do Tour Down Under. Lafuente encabeçava dita classificação a falta de uma etapa, mas seu colega Markel Irizar entrou na fuga da jornada e acumulou os pontos suficientes para passar a Lafuente e fazer-se com o camisola da montanha na primeira corrida ProTour da temporada. Essa foi sua última temporada na rota.
No 2010 voltou à pista com a equipa Cespa-Euskadi, onde coincidiria com ciclistas como Unai Elorriaga ou Leire Olaberria. Lafuente iniciou sua participação em provas da Copa do Mundo de pista com o objectivo de ser incluído na seleção espanhola para os Jogos Olímpicos de Verão de 2012.

## Palmarés
Não tem conseguido vitórias como profissional.

## Equipas

### Estrada
- Euskaltel-Euskadi (2007-2009)

### Pista
- Cespa-Euskadi (2010)